# Swan Song (Supernatural)
"Swan Song" (no Brasil, "Canção do Cisne") é o final da quinta temporada da série de televisão de fantasia e terror Supernatural, exibida originalmente nos Estados Unidos pelo canal The CW. É o vigésimo segundo episódio da quinta temporada, e é o cento e quatro episódio da série no geral. A narrativa segue os protagonistas da série Sam (Jared Padalecki) e Dean Winchester (Jensen Ackles) — irmãos que viajam os Estados Unidos caçando criaturas sobrenaturais — enquanto eles tentam parar Lúcifer e o Apocalipse. Steve Boyum dirigiu o episódio com teleplay escrito pelo criador da série Eric Kripke e história escrita por Eric Gewirtz. O episódio foi ao ar na quinta-feira, em 13 de maio de 2010, e concluiu o enredo principal da série.

## Enredo
Dean Winchester (Ackles) concorda em deixar Sam (Padalecki) ser o anfitrião de Lúcifer (Mark Pellegrino) para que ele possa pular em sua gaiola. Depois de consumir galões de sangue de demônio, Sam e Dean se permitem serem apanhados por demônios e trazidos para Lúcifer. Depois de demonstrar seus poderes aprimorados matando os demônios na sala, Sam concorda que Lúcifer possua seu corpo. Ele concorda em possuir Sam e deixá-lo tentar manter o controle de seu corpo. Depois que Lúcifer entra em Sam, ele é derrubado inconsciente, e Dean rapidamente joga a chave para a gaiola na parede e abre com um feitiço. Depois de acordar Sam, ele o observa se preparando para entrar na cova, mas em vez disso, Lúcifer revela que ele dominou Sam em questão de segundos. Ele então fecha o portal, coloca a chave no bolso e desaparece rapidamente.
Lúcifer é visto de pé no cemitério quando Miguel, que agora possui Adam Milligan (Jake Abel), chega. Antes de começar, Dean, Castiel (Misha Collins) e Bobby Singer (Jim Beaver) chegam em cena e Castiel lança um cocktail molotov de Óleo Santo sobre Miguel, o forçando a desaparecer temporariamente. Lúcifer, indignado com a ação de Castiel, o explode com um estalar de seus dedos, e depois quebra o pescoço de Bobby depois que ele é baleado. Dean repetidamente apela a Sam para dominar Lúcifer, que responde o batendo severamente até que ele é quase consciente. No entanto, quando ele pressiona Dean contra o lado do Impala, pronto para entregar outro golpe, ele faz uma pausa enquanto avista um soldado de plástico no cinzeiro de uma de suas portas. Isso desencadeia memórias da infância de Sam e vários bons momentos com Dean, que permitem Sam finalmente dominar Lúcifer. Ele então abre a gaiola com os anéis dos Cavaleiros, quando Miguel de repente retorna. Ele diz que não vai deixar isso terminar da maneira que Sam quer e cobra para ele. Sam, agora no controle, puxa Miguel com ele para dentro da jaula e o portal fecha. Castiel então reaparece e diz a Dean que ele foi ressuscitado por Deus e promovido. Ele então cura Dean e ressuscita Bobby.
Dean deixa Bobby e se dirige para a casa de Lisa Braeden (Cindy Sampson), onde ela o recebe com satisfação. Enquanto isso, Chuck Shurley (Rob Benedict), que está narrando toda a história enquanto escreve em seu computador, sorri enquanto termina a história, apenas para declarar que "nada realmente realmente termina, não é?". Ele então desaparece no ar com um sorriso, vestindo uma camisa branca em vez de suas roupas normais. Fora da casa de Lisa, uma luz de rua se apaga, e Sam é mostrado debaixo dela, observando Dean através da janela.

## Produção
Showrunner e criador da série, Eric Kripke originalmente pretendia este episódio para ser o final da série, como ele imaginou Supernatural como uma série de cinco temporadas. Em agosto de 2009, no entanto, ele afirmou que estava "vendo esta temporada como o último capítulo desta história em particular", mas "isso não significa que não possa haver uma nova história. Você pode acabar um capítulo de uma grande mitologia e depois começar um novo". Desde que os atores principais Jared Padalecki e Jensen Ackles foram contratados para outra temporada, e também devido à boa audiência da série, The CW renovou a série para uma sexta temporada em 16 de fevereiro de 2010. A produtor executiva Sera Gamble substituiu Kripke como showrunner.
A equipe sabia da renovação da série com bastante antecedência, permitindo que Kripke escrevesse o episódio sem a possibilidade de cancelamento em sua mente. Devido à natureza da conversa entre Miguel e Lúcifer no início do clímax do episódio, Kripke intencionalmente deu à cena um "certo tipo de capricho" para fazê-la parecer menos "pesada". Por exemplo, Dean liga "Rock of Ages", uma música de Def Leppard, antes de interromper sua reunião, e as últimas palavras de Castiel envolvem  "chamar alguém bunda-de-burro". No entanto, Kripke originalmente não pretendia que Castiel morresse, e em vez disso Lucifer o derrubou inconsciente contra uma árvore.  Depois de perceber a raiva que Lúcifer teria contra Castiel por seu ataque a Miguel, Kripke decidiu matá-lo. A morte de Bobby, de acordo com Kripke, foi incluída para "fazer isso parecer que tem peso". Os escritores da série têm uma tendência para matar os personagens, então Beaver "não ficou chocado" que seu personagem foi finalmente morto. Ao mesmo tempo, ele "não ficou surpreso ou aliviado" na ressurreição de Bobby porque sentiu que os produtores não removeriam o personagem da série.
O título do episódio refere-se tanto à frase "canção do cisne", que significa um ato final ou gesto antes da morte, e a gravadora fundada pela banda de rock Led Zeppelin em 1974. Embora o clímax do episódio ocorra no Cemitério Stull , um cemitério real localizado no Kansas que é dito ser assombrado, foi filmado durante três dias em Vancouver.

## Recepção

### Profeta ou Deus

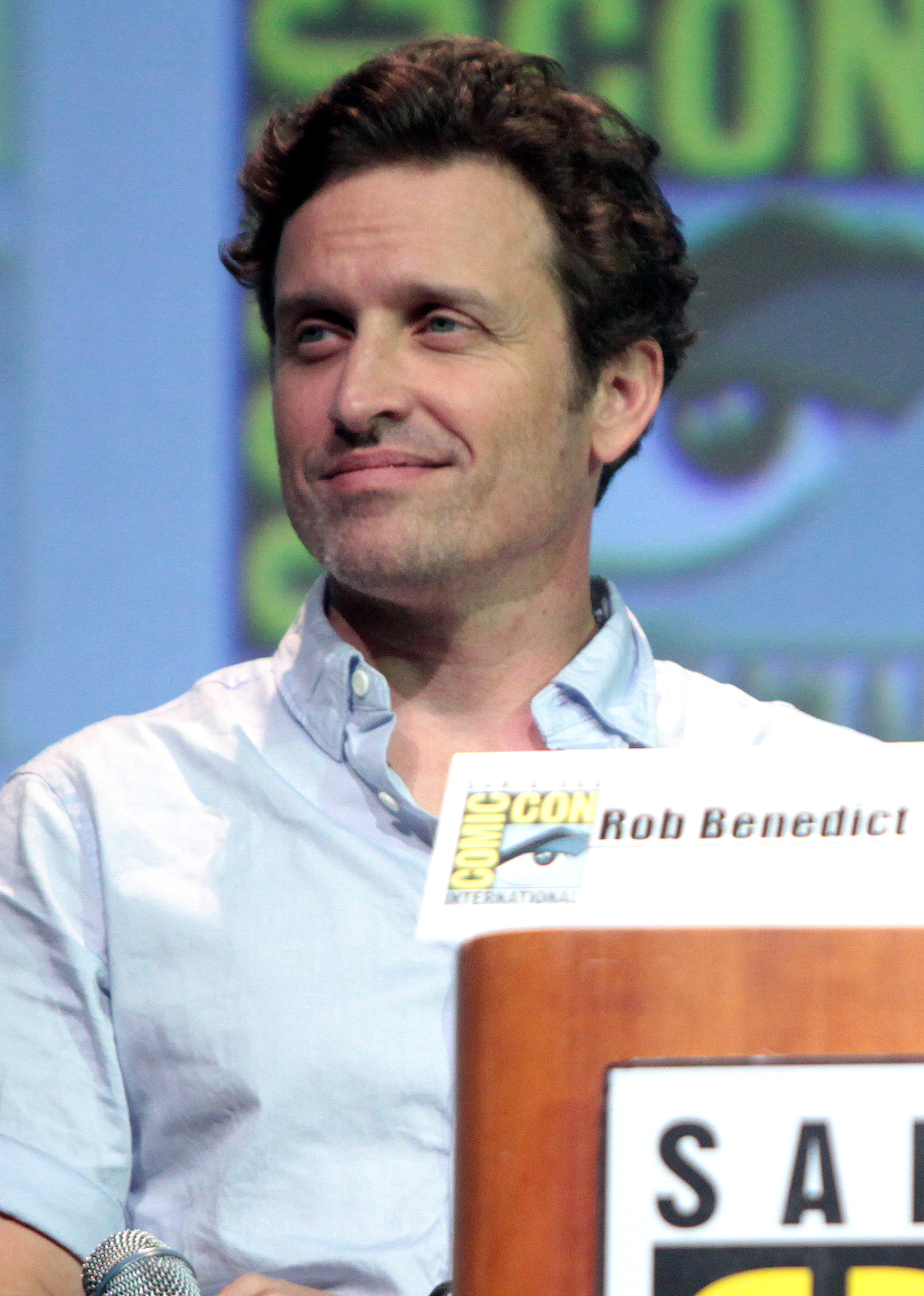
Rob Benedict, intérprete de Chuck.

Embora Kripke anunciou na San Diego Comic-Con 2009 que Deus seria um personagem durante a quinta temporada, ele não faz aparição aparente nos episódios que precedem "Swan Song". Como resultado, o desaparecimento de Chuck na conclusão do episódio levou alguns espectadores a questionar se ele é apenas um profeta que não é mais necessário ou é realmente Deus. Os escritores pretendiam tal reação e evitavam dar uma resposta concreta para que os fãs pudessem decidir por si mesmos. Sobre a identidade de Deus, Gamble comentou: "Eu amo um bom debate de Deus, então é bom ouvir que conseguimos um nessa temporada. Nós propositadamente deixamos um pouco de espaço para interpretação. Embora muitos dos seus leitores provavelmente tenham acabado de ler essa frase e rolado seus olhos, porque eles sentem que se nós fizemos tudo muito óbvio no final."

### Audiência
Seguido pelo final da primeira temporada de The Vampire Diaries, que foi assistido por 3.471 milhões de telespectadores, este episódio atraiu 2,838 milhões de telespectadores, com uma classificação de 1.3/4 entre o público de 18-49 anos e 1.4/4 entre mulheres de 18-34. Comparado com o final da temporada de The Vampire Diaries, este episódio havia perdido 18% dos espectadores e 46% na demográfica de mulheres de 18-34. No entanto, este é um aumento de 12% em milhões de telespectadores se comparado ao episódio da semana passada.

### Crítica
O episódio recebeu críticas geralmente positivas de críticos. O consenso geral dos críticos foi que a canção "Carry On Wayward Son", da banda Kansas, foi bem exibida no episódio, e que a narração fornecida por Chuck tinha soado como o último adeus do showrunner, Eric Kripke. Tina Charles do TV Guide disse que "não importa como [o episódio] acaba", ele vai "apenas se sentir significativo". Ela também esperava que Mark Pellegrino tivesse mais cenas no episódio, e elogiou Jared Padalecki por sua atuação, dizendo que ele "ficou melhor interpretando Satanás". Diana Steenbergen, da IGN, que deu ao episódio um 9, disse que o episódio serviu melhor como um final da temporada em vez de um final da série, e que o episódio poderia ter mais ações como as anteriores. Ela também disse que, apesar de Mark Pellegrino ser grande como Lúcifer, Jared fez "um trabalho admirável interpretando Lucifer e Sam". O episódio foi classificado o número 22 nos melhores episódios do Futon Critic de 2010, sendo o mais alto para qualquer série da CW.